# Keitzer
Keitzer ist eine deutsche Deathgrind-Band, die 1999 gegründet wurde.

## Geschichte
Die Band wurde 1999 gegründet. Der Name wurde Star Wars entnommen, da viele Mitglieder der Band Fans hiervon waren oder sind. Hiervon wurde das niederländische Wort „Keizer“ für „Imperator“ genommen und durch ein T ergänzt, da die Band meinte, dass es „besser ausschaut und dem Wort noch eine gewisse Härte gibt“. 2001 erschien über Farewell Records das Debütalbum …to Destroy the Planet Earth, dem sich 2003 über Yellow Dog Records eine Split-Veröffentlichung mit Remains of the Day anschloss. Keitzer war mit dieser Band auch 2001 und 2003 auf jeweils einer zwei- bis dreiwöchigen Europatournee unterwegs. 2005 schloss sich bei demselben Label das zweite Album Suicide Anthology an. Im folgenden Jahr ging es zusammen mit Antigama auf Tournee durch Deutschland. 2006 war die Band unter anderem auch auf dem Fuck the Commerce zu sehen. 2007 erschien über Aggressive Plankton Records eine weitere Split-Veröffentlichung mit Das Krill. 2007 spielte die Gruppe auf dem Death Feast Open Air. 2008 war die Band auf dem Maryland Deathfest und erneut auf dem Fuck the Commerce zu sehen. Im selben Jahre sowie später 2012 spielte die Gruppe auf dem Obscene Extreme. 2007 ging es außerdem mit Japanische Kampfhörspiele auf Tournee durch die Ostküste der Vereinigten Staaten. 2008 erschien das nächste Album As the World Burns. Seit 2008 ist die Band zu fünft und besteht aus dem Sänger Christian Silva Chaco, dem Schlagzeuger Tim Terhechte, dem Bassisten Simon Venig und den Gitarristen Michael Dölle und Nicolai Hinse, der Claas Cynapolt ersetzt hatte. Chaco, Terhechte und Hinse sind zudem seit 1997 zusammen bei Androphagous tätig. Die Mitglieder von Keitzer stammen aus Münster, Essen, Osnabrück und Stadtlohn. 2011, 2014 und 2016 erschienen mit Descend into Heresy, The Last Defence, das im Herbst 2013 Soundlodge Studio unter der Leitung von Jörg Uken innerhalb von fünf Tagen verteilt auf zwei Wochenenden aufgenommen worden war, und Ascension drei weitere Alben. Letzteres Album wurde ebenfalls im Soundlodge Studio mit Jörg Uken aufgenommen, der auf dem Album auch als Gastmusiker zu hören ist. Während dieser Zeit hielt die Gruppe weitere Konzerte ab, wie 2008 und 2011 auf dem Bloodshed Festival in Eindhoven und 2009 und 2014 auf dem Grind the Nazi Scum Festival. Im Januar 2009 war die Band auf eine Tournee mit der Bremer Band Minion gegangen und hatte später im Jahr ihre Version von A Welcome Breeze of Stinking Air zum Sampler A Tribute to Nasum beigesteuert. 2011 spielte die Gruppe in München auf dem Chaos Blast Meating.

## Stil
Im Interview mit Christian Hemmer von xxl-rock.com gab Nicolai Hinse an, dass die meisten Songs von Christian Silva Chaco und einige wenige von ihm geschrieben werden. Chaco übernehme auch das Schreiben der Texte. Mit zwei Songs auf The Last Defence habe die Band zum ersten Mal Lieder mit deutschen Texten veröffentlicht. Im Interview mit Leonidas Douras gab Chaco Bolt Thrower, Mörser, Acme, Nasum, Systral, Suffocation, Reversal of Man, Marduk und Discordance Axis als Einflüsse an. Simon Dümpelmann vom Rock Hard beschrieb die Musik auf Ascension als eingängigen Deathgrind, der kleine Experimente wage. Im Interview mit ihm gab Simon Venig an, dass Ascension, ebenso wie The Last Defence Themen wie Krieg, Religion, Tod, Eroberung und Unterwerfung behandelt. Auf dem Album befinde sich mit Übermensch auch wieder ein deutsches Lied. In derselben Ausgabe rezensierte Gretha Breuer Ascension und stellte fest, dass die Band sich bereits auf dem Vorgänger vom Grindcore etwas entfernt hat, wohingegen dieser Anteil zuvor immer über dem Death-Metal-Anteil dominiert habe. Auf dem Album gebe es epische Zwischenstücke, schnelle „Grind-Eruptionen“ und mehrstimmige Growls. Dominik Winter vom Metal Hammer gab an, dass wenn die Rede von „deutschem Widerhaken-Deathgrind“ ist, dann müsse der Name Keitzer fallen. Descend into Heresy könne dabei einem internationalen Vergleich standhalten. Die Songs seien in hoher, grindcore-typischer Geschwindigkeit und eingängig. Rock’n’Roll Damnation lasse Einflüsse von Breach und der Song Wrath Black-Metal-Einflüsse und Bolt-Thrower-Anleihen erkennen. Einflüsse der Band seien Acme, Bolt Thrower, Botch, Mörser, Orchid, Reversal of Man und Systral. Im Interview mit ihm gab Chaco an, dass die Band oft mit Misery Index verglichen wird. Viele Bandmitglieder würden diese Band hören, jedoch könne er nur wenig mit der Band anfangen. Laut Winter verzichtet Keitzer auf richtige Texte, wie die frühen Obituary. In derselben Ausgabe rezensierte Thomas Strater Descend into Heresy. Hierauf gebe es Black-Metal-Riffs, Old-School-Death-Metal und Grindcore-Passagen sowie basslastigen Gesang und ein Schlagzeugspiel, das dem Crustcore und D-Beat entnommen worden sei. groovende Passagen gebe es nur selten. Jan Schwarzkamp vom Ox-Fanzine schrieb in seiner Rezension zu …to Destroy the Planet Earth, dass die Musik für Fans von Metalcore, Death Metal und Speed Metal sowie für Fans von Mörser geeignet ist. Der Klang sei rau und kräftig und der Einsatz von Doublebass charakteristisch. Ein paar Jahre später rezensierte Ollie Fröhlich vom selben Magazin As the World Burns. Hierauf werde eine gleichmäßige Mischung aus Grindcore und Death Metal gespielt, die an Misery Index oder Mörser erinnere. Die Songs seien anfangs meist sehr aggressiv, durch das Weglassen der E-Gitarre oder durch den Einsatz von Breaks erreiche die Band dann die nötige Abwechslung. In einer weiteren Ausgabe besprach Fröhlich Descend into Heresy und merkte an, dass man Keitzer auch weiterhin mit Misery Index vergleichen kann. Der Gitarrenklang sei sehr mittenlastig, der Gesang gebrüllt oder gegrowlt und die Musik eine Mischung aus Death Metal und Grindcore.

## Diskografie
- 2001: …to Destroy the Planet Earth (Album, Farewell Records)
- 2003: System Overload / Dead Cells (Split mit Remains of the Day, Yellow Dog Records)
- 2005: Suicide Anthology (Album, Yellow Dog Records)
- 2007: Keitzer / dasKRILL (Split mit Das Krill, Aggressive Plankton Records)
- 2008: As the World Burns (Album, Yellow Dog Records)
- 2011: Descend into Heresy (Album, FDA Rekotz)
- 2014: The Last Defence (Album, FDA Rekotz)
- 2016: Ascension (Album, FDA Rekotz)
- 2019: Where the Light Ends (Album, FDA Rekotz)